# Саліман-Владіміров Давид Федорович
Давид Федорович Саліман-Владіміров (при народженні Давид Фишелевич Саліман; нар. 27 травня 1903, Одеса, Одеський повіт, Херсонська губернія, Російська імперія — пом. 18 жовтня 1992, Москва, Російська РФСР) — радянський композитор, заслужений діяч мистецтв Якутської АРСР (1964), народний артист Якутської АРСР (1967), заслужений артист РРФСР (1972).

## Біографія
Народився 1903 року в Одесі в родині музикантів Фішеля Давидовича Салімана (1874—1953) та Раїси Фриделівни Саліман (1871—1959). У 1913—1919 роках навчався в Петроградській консерваторії по класу фортепіано у Ольги Калантарової. У 1932 році закінчив Московську консерваторію по класу Рейнгольда Глієра. З 1920 року виступав як піаніст-акомпаніатор Антоніни Нежданової, Леоніда Собінова, Платона Цесевича, Григорія Пирогова, Сергія Мигая та інших співаків, у 1923—1938 роках як диригент.
У 1920—1925 роках працював завідувачем музичної частини Краснодарського драматичного театру, у 1926—1927 роках — концертмейстер оперного театру «Акваріум» у Москві, у 1928—1930 роках — піаніст Московської філармонії в Гастрольбюро, у 1931—1933 роках — Державного концертного об'єднання, у 1933—1937 роках — Обласного концертного бюро при Московської міськради, у 1937—1940 роках — завідувач музичною частиною і диригент Московської обласної філармонії, в 1941—1942 роках — асистент оперного класу Свердловської філармонії. У 1944—1946 роках — завідувач музичною частиною Ансамблю пісні і танцю підмосковного шахтарського ансамблю.

## Творчість
Автор творів для військово-духового оркестру, балету «Муха-цокотуха» (1968, дитячий), кантат — «Зоря свободи» (1965), «Пам'ять серця» (1977), «Ленінським шляхом» (1979), пісень, романсів. Велику популярність отримали марші — «Урочистий», «Героїчний», «Концертний», «Молодіжний», «Гімн місту Якутську». Здійснив значний внесок у розвиток професійного музичного мистецтва в Якутії.

## Родина
- Сестра Фріда Федорівна Саліман-Владімірова (1904 — після 1991), музичний педагог, концертмейстер; її дочка (племінниця Д. Ф. Саліман-Владімірова) — балерина Ніна Володимирівна Тимофєєва[4][5].
- Старший син — актор Павло Саліман-Владіміров (1929—2019)[6]; молодший син Олександр (1935—2018) — віолончеліст; дочка Лія (нар. 1937) — піаністка.